# Паросушение
Паросуше́ние — удаление влаги из водяного пара, т. е. отделение вещества в газообразном состоянии от вещества в капельно-жидком состоянии.
Пар с температурой выше температуры насыщения при данном давлении называется сухим, он не содержит капель влаги. Насыщенный пар с каплями влаги является влажным, перенасыщенным. Увлажнение пара происходит вследствие выноса водяных капель с зеркала испарения или из потока пароводяной смеси.
Паросушение имеет большое значение в теплосиловой технике. Особенно важно паросушение в парогенераторах атомных электростанций и в паровых котлах. При повышенном содержании в питательной воде солей, щелочей или органических веществ, в котлах образуется пена. Пена уносится потоком пара. При прохождении по пароводяному тракту растворённые в пене вещества отлагаются в паропроводах и турбинах и нарушают их нормальную работу. Такие отложения повышают температуру трубок и могут привести к пережогу труб. В отдельных участках паровых трактов (например, на изгибах) отложения могут полностью закупорить трубы. Отложения на лопатках турбин изменяют температурный режим лопаток, вызывают повышенные осевые давления на диски. Капли влаги при высоких скоростях оказывают эрозионное воздействие на металл турбин. Для предотвращения аварий приходится уменьшать нагрузку турбин. Отложения в паровых машинах увеличивают износ трущихся деталей, изменяют режим пропуска пара и тем ухудшают характеристики машин и снижают их экономичность. Уменьшение увлажнения пара за счёт уноса влаги достигается применением паросепарационных устройств. Для борьбы с выносом пены используются методы ступенчатого испарения, размыв слоя пены, механического разрушение пены, а также установки для очистки (в частности, обессоливания и обескремнивания) питательной воды. В паровозных котлах применяются механические способы паросушения (см. Сухопарник).